# Loulans-Verchamp
Loulans-Verchamp – miejscowość i gmina we Francji, w regionie Burgundia-Franche-Comté, w departamencie Górna Saona.
Według danych na rok 1990 gminę zamieszkiwały 354 osoby, a gęstość zaludnienia wynosiła 43 osoby/km² (wśród 1786 gmin Franche-Comté Loulans-Verchamp plasuje się na 411. miejscu pod względem liczby ludności, natomiast pod względem powierzchni na miejscu 546.).